# الراين الأعلى (إقليم فرنسي)

موقع اقليم الرين الأعلى

الراين الأعلى (بالفرنسية:Haut-Rhin) هو إقليم فرنسي، يقع في منطقة الألزاس في فرنسا، وسمي باسم الراين الأعلى نسبة لنهر الراين وكونه يقع في أعالي نهر الراين، ويعد الإقليم أصغر وأقل سكانا بالمقارنة مع بقية أقاليم الألزاس، هذا على الرغم من أن الكثافة السكانية عالية بالمقارنة مع بقية أقاليم فرنسا.

## تقسيم الإقليم
ويتألف إقليم الرين الأعلى من البلديات التالية:
- بلدية التيكرش.
- بلدية كولمار.
- بلدية غويبلر.
- بلدية ميلوز.
- بلدية ريبوفيل.
- بلدية تان.

## تاريخ الإقليم
إقليم الرين الأعلى هو واحد من الأقاليم الـ 83 الأصلية التي تتشكل منها فرنسا، زالتي أنشئت خلال الثورة الفرنسية في 4 مارس 1790، من خلال تطبيق قانون 22 من ديسمبر عام 1789 في النصف الجنوبي من مقاطعة الألزاس.

## جغرافية الإقليم
يحد إقليم الرين الأعلى الأقاليم التالية: إقليم بلفور (بالفرنسية:Territoire de Belfort)، فوج (بالفرنسية:Vosges)، جبال فوج (بالفرنسية:mountain Vosges) إلى الغرب، ورين الأسفل (بالفرنسية:Bas-Rhin) إلى الشمال، وسويسرا إلى الجنوب وحدودها الشرقية مع ألمانيا ونهر الراين. في وسط الإقليم تكمن خصوبة كبيرة في المجال الزراعي، والمناخ شبه القاري.

## اقتصاد الإقليم
إقليم الراين الأعلى هو واحد من أغنى الأقاليم الفرنسية، وتعد مدينة ميلوز موطن لمصنع السيارات بيجو وتصنيع فيها حوالي 106 و206 من النماذج. ويعد الإقليم أكبر أقاليم فرنسا في امتلاكه لأدنى معدل للبطالة في فرنسا (حوالي 2 ٪). وتتميز المناطق الريفية بكثرة التلال.

## معرض صور

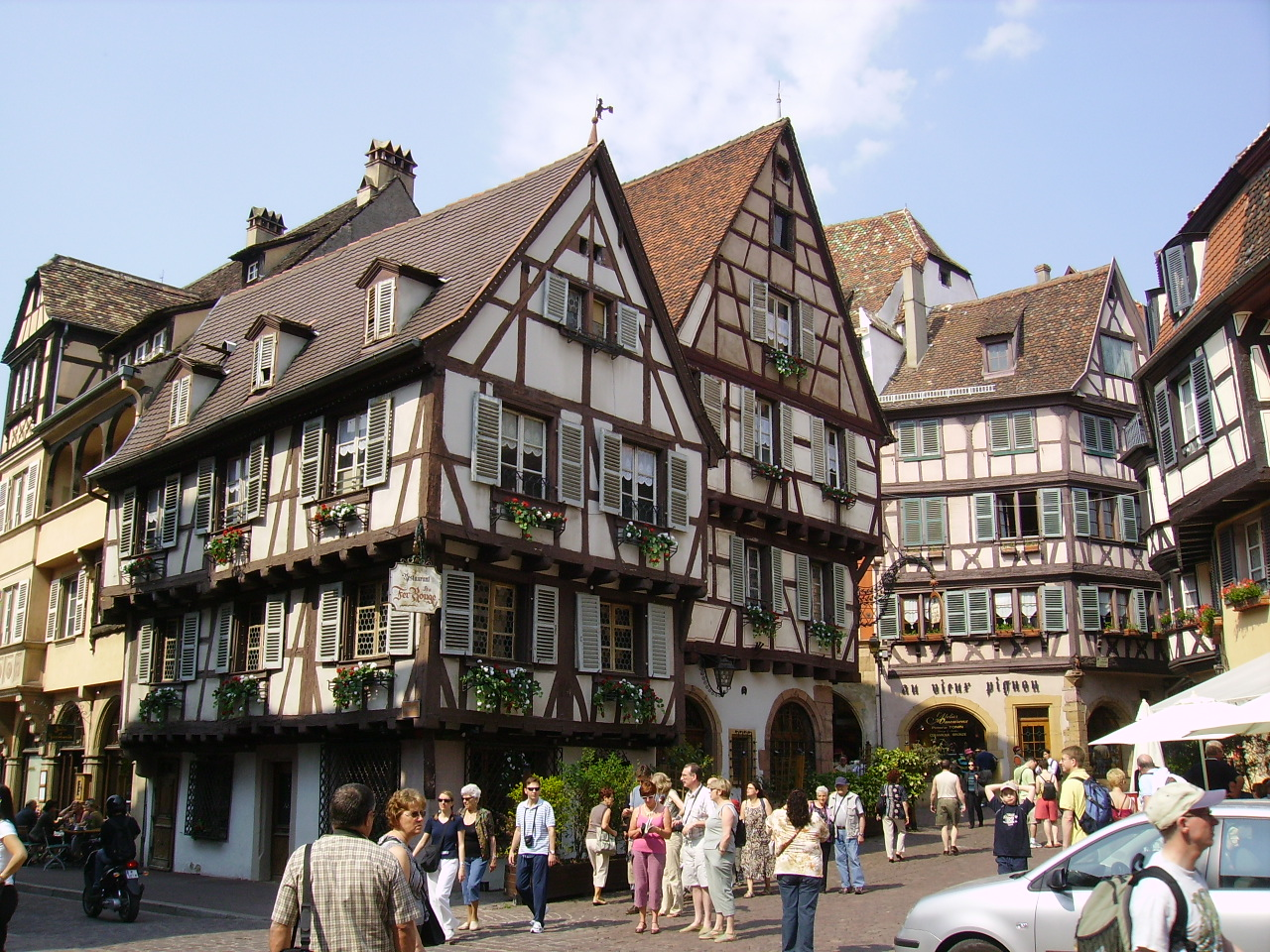
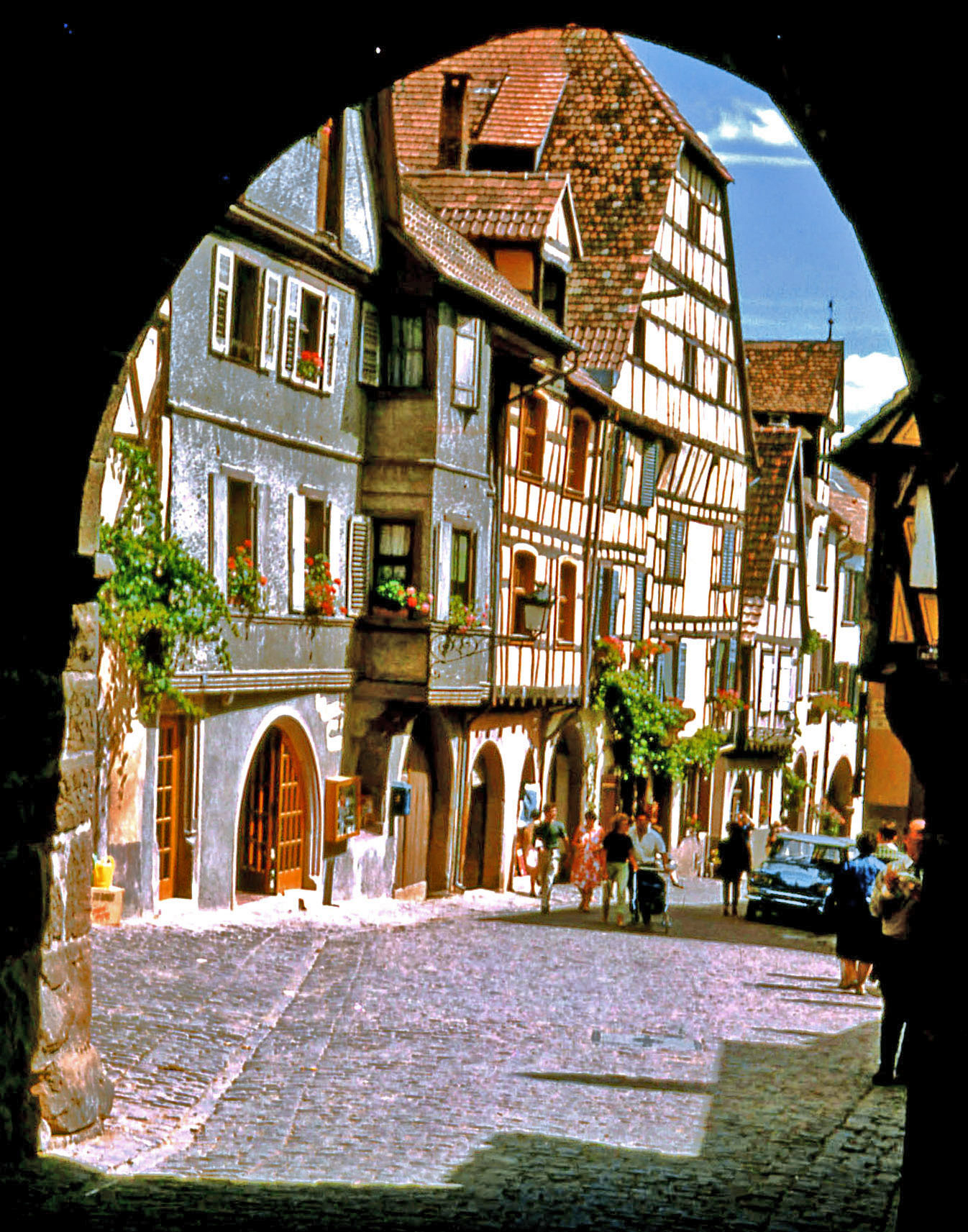
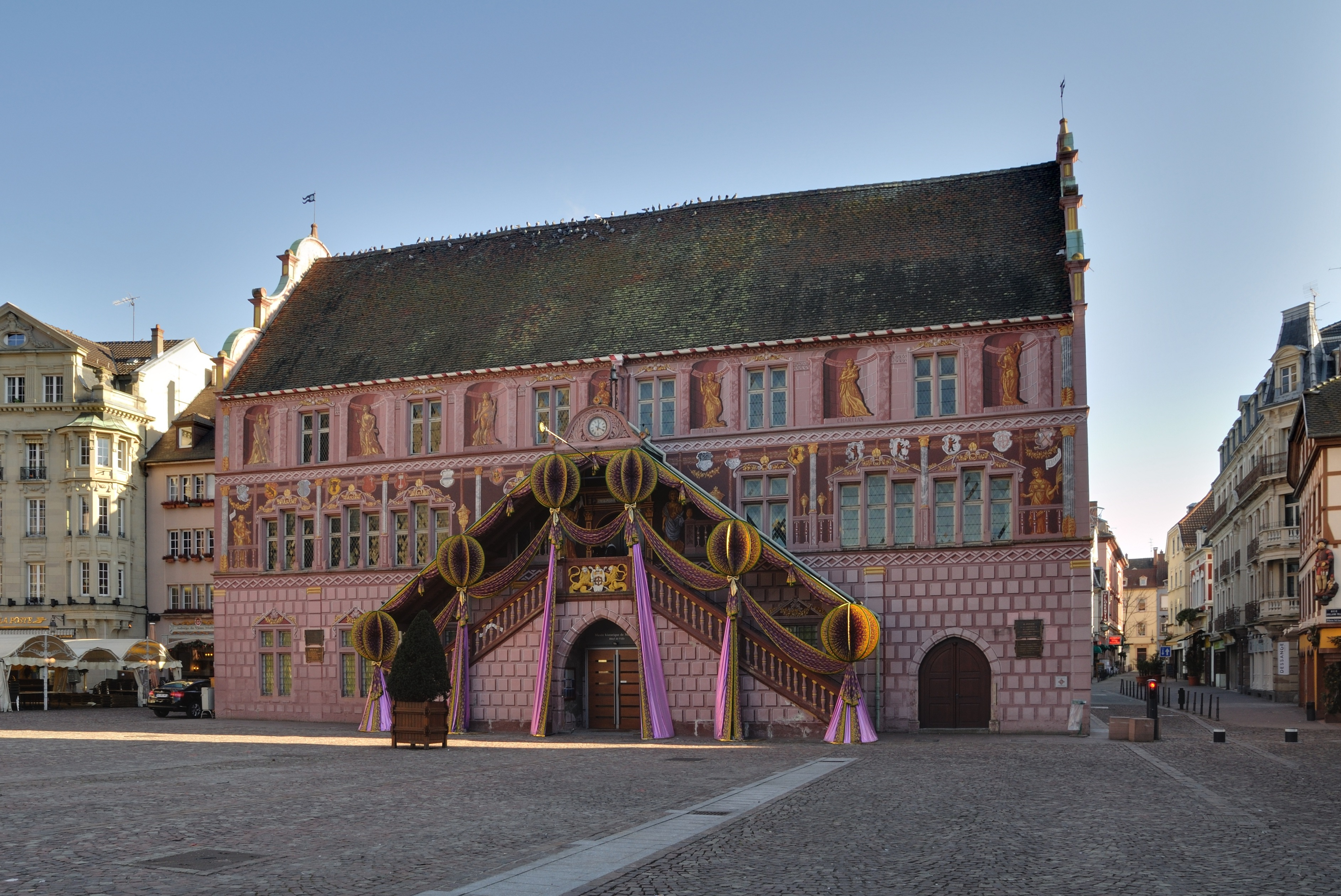
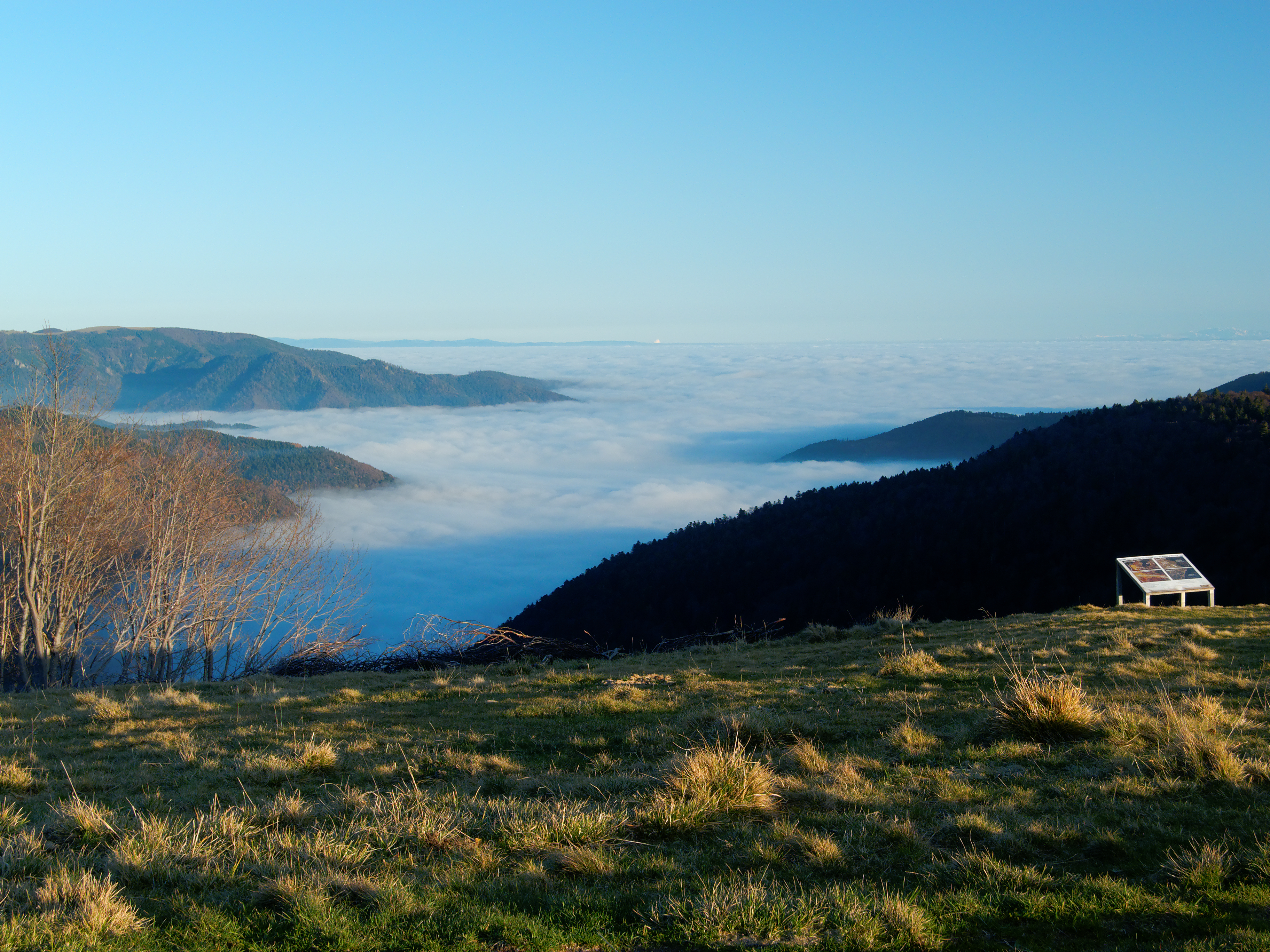
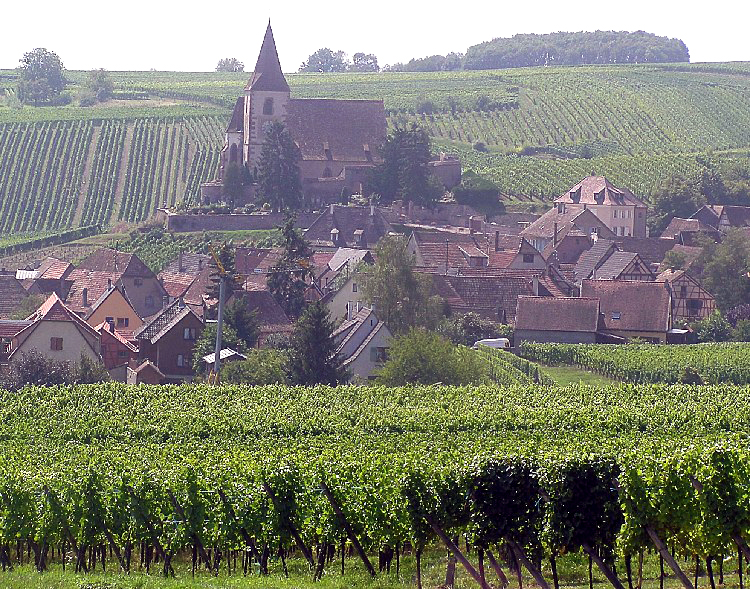